# Hippodamia quinquesignata
Hippodamia quinquesignata – gatunek chrząszcza z rodziny biedronkowatych.

## Taksonomia
Gatunek ten opisany został po raz pierwszy w 1837 roku przez Williama Kirby’ego pod nazwą Coccinella 5-signata. Jako miejsce typowe wskazano okolice Wielkiego Jeziora Niedźwiedziego. Do rodzaju Hippodamia gatunek ten przeniósł w 1852 roku Étienne Mulsant. W jego obrębie wyróżnia się współcześnie dwa podgatunki:
- Hippodamia quinquesignata ambigua LeConte, 1852
- Hippodamia quinquesignata quinquesignata (Kirby, 1837)

## Morfologia

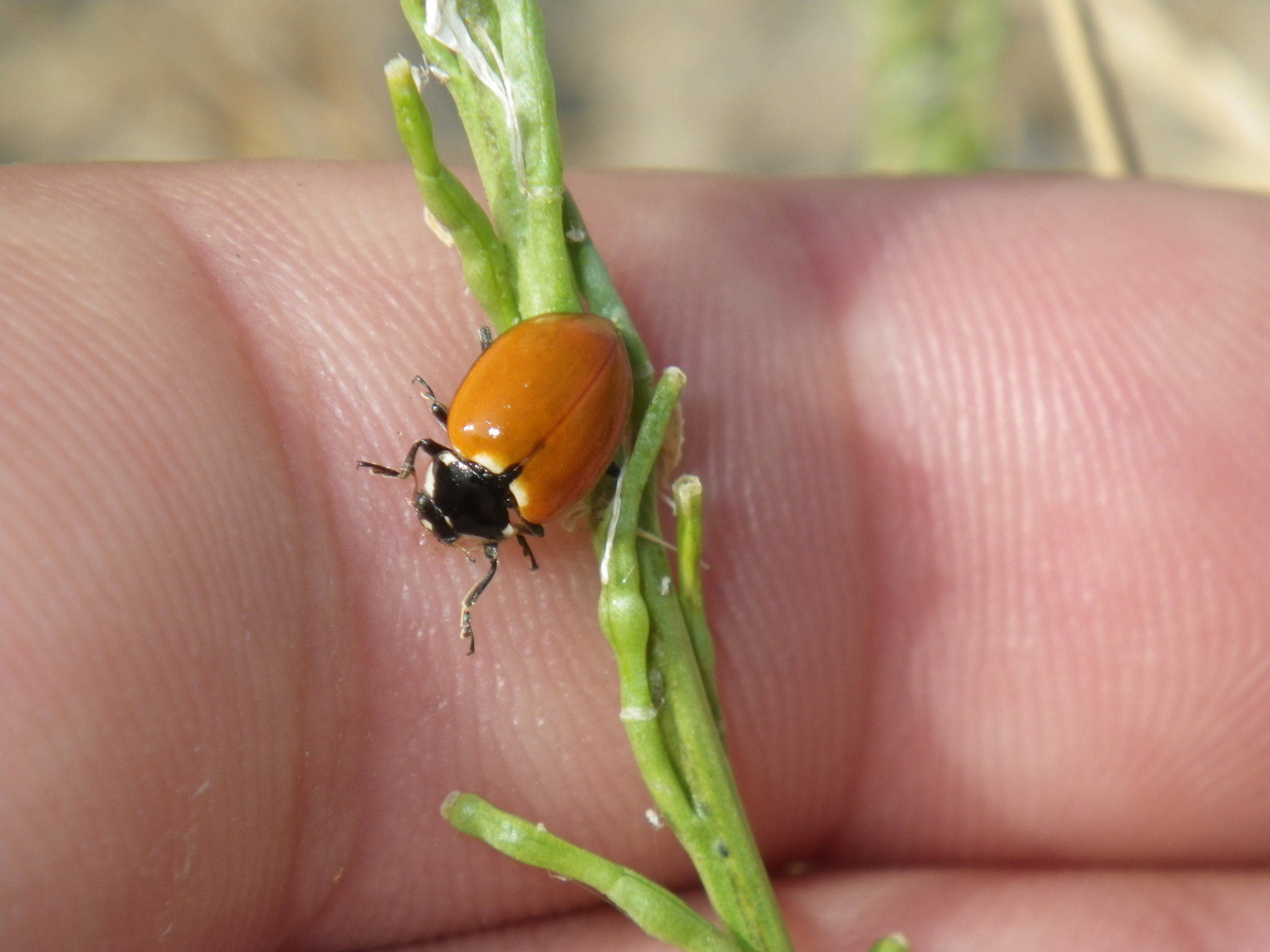
Imago podgatunku Hippodamia quinquesignata ambigua

Chrząszcz o wydłużonym i lekko przypłaszczonym ciele długości od 4 do 7 mm i szerokości od 2,8 do 5 mm. Przedplecze jest czarne z jasnymi kątami przednio-bocznymi, a czasami też parą jasnych, linowatych plamek zbieżnych ku tyłowi. Pokrywy są błyszczące. Ich tło jest żółte, pomarańczowe lub czerwone. U podgatunku nominatywnego występuje na nim skrajnie zmienny wzór z czarnych plam i przepasek. U podgatunku H. q. ambigua pokrywy są niemal całkowicie pozbawione nakrapiania.  Epimeryty śródtułowia są w całości żółto ubarwione. Genitalia samca charakteryzują się płatem nasadowym z całobrzegą, a nie dwupłatkową listewką grzbietową.

## Ekologia i występowanie
Zarówno larwy, jak i imagines są drapieżnikami żerującymi na mszycach (afidofagia).
Owad nearktyczny. Podgatunek nominatywny rozprzestrzeniony jest od Alaski i Jukonu na północnym zachodzie po Wyspę Księcia Edwarda na wschodzie oraz po Kalifornię, Arizonę, Nowy Meksyk i Kansas na południu. Pospolitszy jest na zachodzie zasięgu. Na wschodzie Stanów Zjednoczonych nie występuje; najdalej na wschód wysunięte stanowisko w tym kraju znajduje się w Michigan i jest odizolowane od zwartego zasięgu. Podgatunek H. q. ambigua rozmieszczony jest wzdłuż wybrzeży Oceanu Spokojnego od południowej części Kolumbii Brytyjskiej przez Waszyngton i Oregon aż po południowe skraje Kalifornii.